# Lantau (szczyt)
Lantau, także Fung Wong Shan (chiń. 鳳凰山; pinyin Fènghuáng Shān) – szczyt na wyspie Lantau, drugi pod względem wysokości w Hongkongu. Jego wysokość wynosi 934 m.